# Jeonju World Cup Stadium
Inaugurado em Setembro de 2001, o Jeonju World Cup Stadium é um estádio de futebol localizado na cidade de Jeonju, na Coreia do Sul. Foi sede de três jogos da Copa do Mundo de 2002, realizada na Coreia do Sul e no Japão. 
Atualmente, é o estádio onde o clube Chonbuk Motors manda seus jogos. 

## Dados do estádio
- Capacidade: 42.477 espectadores sentados (37.205 lugares cobertos).
- Área: 52.249 m2.
- Andares: seis acima do solo e um abaixo do solo.
- Capacidade do estacionamento: 4.008 veículos.

## Jogos sediados na Copa do Mundo 2002
- 7 de Junho: Grupo B -  Espanha 3 - 1  Paraguai
- 10 de Junho: Grupo D -  Portugal 4 - 0  Polónia
- 17 de Junho: Oitavas de Final -  México 0 - 2  Estados Unidos